# Кормова одиниця
Кормова одиниця (корм. од.) — одиниця вимірювання загальної поживності кормів. На основі кормових одиниць розраховують норми годівлі сільськогосподарських тварин. Показником поживності кормів може слугувати також величина обмінної енергії, що міститься в них.

## Енергетична оцінка кормів за системою Армсбі
Схему енергетичного балансу організму тварин, в яку були введені такі поняття як валова (брутто), перетравна, фізіологічно корисна і чиста (нетто) енергія розробив вчений Генрі Армсбі. Вчений запропонував оцінювати енергетичну поживність кормів в одиницях чистої енергії — термах. Один терм відповідав 1000 ккал, відкладених в організмі тварин у вигляді білків та жирів. Цей принцип став основою для подальшого розвитку систем оцінки поживності кормів за їх продуктивною дією на організм тварин.
Системою американського вченого Армсбі (Н.Р.Armsbi) користуються в Швейцарії, Франції, Нідерландах, ЗДА та  Англії.
Потреба тварин в енергії виражаються сумою перетравних поживних речовин (СППР) та чистою енергією (ЧЕ), а також чистою енергією лактації та чистою енергією приросту.
Сума перетравних поживних речовин виражається в одиницях
маси і складається із кількості перетравного протеїну,
клітковини, безазотистих екстрактивних речовин (БЕР) та жиру (кількість жиру перемножується на 2,25, тому що його енергетична цінність вище цінності протеїну та вуглеводів).

## Крохмальна одиниця — крохмальний еквівалент
Оскаром Кельнером наприкінці XIX — на початку XX ст. був розроблений спосіб оцінки загальної поживності кормів, за яким було запропоновано виражати поживність кормів за допомогою крохмального еквівалента — виражався кількістю кілограмів крохмалю, що дорівнює продуктивній дії (жировідкладенню) 100 кг даного корму. Німецький  вчений, на відміну від Г. Армсбі, виражав продуктивну дію корму не в калоріях чистої енергії, а в жировідкладенні. Він запропонував жировідкладення в організмі тварин із 1 кг перетравного крохмалю прийняти за кормову одиницю — крохмальний еквівалент. Вчений вивів коефіцієнт повноцінності корму, який являє собою процентний вираз кількості жиру, фактично відкладеного в організмі тварини і розрахункової величини жировідкладення. Запропонований спосіб набув найбільшого поширення. За цим способом крохмальний еквівалент зерна вівса дорівнює 60, висівок — 48.

## Скандинавська кормова одиниця
Термін «кормова одиниця» хоча і застосовується у Скандинавських країнах і на теренах колишнього СРСР, проте подібність існує
лише в назві. Скандинавську кормову одиницю розробили данський учений Н.Фьорд і шведський учений Н.Хансон. Як єдина скандинавська кормова одиниця вона перетворена у 1915 році і використовується до цих пір в Швеції, Данії, Норвегії, Ісландії і Фінляндії.
Скандинавська кормова одиниця встановлена для тварин різних видів для отримання від них різноманітної продукції. За одиницю вимірювання взято 1 кг зерна ячменю.

## Вівсяна кормова одиниця
В СРСР за кормову одиницю було прийнято поживність 1 кг вівса — «вівсяна кормова одиниця» або «радянська кормова одиниця». Вона встановлена на основі крохмального еквівалента та в основу якої покладено продуктивну енергію.

## Енергетична кормова одиниця
Методика оцінки поживності кормів, заснована на визначенні чистої
енергії, що виражається в енергетичних кормових одиницях (ЕКО)  була розроблена Ученими Інституту годівлі сільськогосподарських тварин імені О.Кельнера у колишній НДР.
За одиницю обмінної енергії приймають 1 калорію або 1 Джоуль. Згідно з ГОСТ 9867-61 1 Джоуль дорівнює 0,2388 калорії, а 1 калорія — 4,1868 Джоуля.
За цією методикою поживність кормів в ЕКО враховується окремо для великої рогатої худоби , свиней та птиці, тому що необхідно враховувати, що
енергетична поживність одних і тих самих кормів для різних тварин
неоднакова. Грубі корми мають більш високу (на 10—20%) поживність
для жуйних, концентровані — для моногастричних. Величина
енергетичної кормової одиниці для великої рогатої худоби прийнята
2,5 ккал НЕЖ (нетто-енергії, або чистої енергії по жировідкладенню); свиней — 3,5 ккал; птиці — 3,5 ккал. Потреби інших видів сільськогосподарських тварин виражено наступним чином: овець, кіз та коней — 2,5 ккал НЕЖ, а кролів — 3,5 ккал НЕЖ.
У 1963р. на Пленумі відділення тваринництва Всесоюзної академії сільськогосподарських наук імені Леніна (ВАСГНІЛ) було прийнято рішення оцінювати поживність кормів та раціонів в енергетичних кормових одиницях (ЕКО), а також нормувати енергетичні потреби тварин в обмінній енергії.

## Обмінна енергія кормів
Обмінну енергію кормів встановлюють у дослідах на тваринах по
різниці вмісту енергії в згодованому кормі виділеної в екскрементах (прямий спосіб), а також розрахунковим шляхом на основі даних хімічного складу кормів, його перетравності та рівнянь регресії (розрахунковий спосіб). Жири, вуглеводи і протеїни в кормах є джерелом обмінної енергії для тварин. Величина обмінної енергії залежить від концентрації поживних речовин, їх співвідношення, перетравності та засвоюваності в організмі. За даною системою оцінки поживності кормів і нормування потреб тварин в енергії прийнято фактичну величину обмінної енергії в мегаджоулях у розрахунку на 1 кг натурального корму або сухої речовини корму.
При розробці енергетичних кормових одиниць використовують наступні рівняння регресії, які розраховані на підставі експериментальних досліджень:
- для великої рогатої худоби:

ЕКОврх = 0,684 · х1 + 3,008 · х2 + 0,804 · х3 + 0,804 · х4;
- для свиней:

ЕКОс = 0,731 · х1 + 2,440 · х2 + 0,846 · х3 + 0,804 · х4;
- для птиці:

ЕКОп = 0,737 · х1 + 2,283 · х2 + 0,911 · х3 + 0,911 · х4,

де х1 — вміст перетравного протеїну в 1 кг кормів, г/кг;
х2 — вміст перетравного жиру в 1 кг кормів, г/кг;
х3 — вміст перетравної клітковини в 1 кг кормів, г/кг;
х4 — вміст перетравних безазотистих екстрактивних речовин в 1 кг кормів, г/кг.
Перевагою від застосування оцінки поживності кормів через обмінну енергію є можливість її використання у процесі виробництва (без
проведення спеціальних дослідів).

## Недоліки
Системі оцінки поживності кормів за Кельнером, а тому і вівсяній одиниці, так само як і системі Армсбі, притаманні значні недоліки, що випливають з їх механістичного трактування процесів обміну речовин і енергії в тваринному організмі. Кельнер і Армсбі опирались на метафізичну теорію про сталість обміну речовин і енергії в тварин і використання ними поживних речовин без урахування: особливостей тварин і їх стану, кількісного і якісного складу кормів, біологічно доповнюючої дії окремих речовин у кормах і раціонах. Разом з цим при оцінці поживності кормів і нормуванні потреби тварин враховується лище 6 показників (продуктивна енергія, виражена у вівсяних кормових одиницях, перетравний протеїн, кальцій, фосфор кухонна сіль і каротин), чого недостатньо для організації повноцінної годівлі тварин. Рядом учених-економістів пропонується оцінювати кормові культури за умовними показниками, як мають врахувати не лише енергетичну поживність кормів, а й інші їх елементи поживності кормів: вміст білку, клітковини, жирів та інших білково-вітамінних речовин.